# Hakeem Olajuwon
Hakeem Abdul Olajuwon, nigerijsko-ameriški košarkar, * 21. januar 1963, Lagos, Nigerija.
Olajuwon je bil leta 1984 izbran na naboru lige NBA s strani kluba Houston Rockets kot prvi izbor. Pri Houstonu je odigral večino svoje profesionalne kariere, med letoma 1984 in 2001, le ob koncu kariere med letoma 2001 in 2002 je igral še za Toronto Raptorse. V letih 1994 in 1995 je osvojil naslov prvaka NBA, obakrat je bil najkoristnejši košarkar finala, leta 1994 pa tudi lige. Dvanajstkrat je nastopil na Tekmi vseh zvezd NBA, dvakrat je bil izbran za najboljšega obrambnega košarkarja lige, v letih 1993 in 1994, trikrat pa je bil najboljši bloker lige, v letih 1990, 1991 in 1994. Šestkrat je bil zbran v prvo postavo leti ter po trikrat v drugo in tretjo, petkrat v prvo obrambno postavo lige in šestkrat v drugo, leta 1985 pa še v postavo novincev lige. Njegov dres s številko 34 so pri Houstonu upokojili, izbran je bil tudi med 50 najboljših igralcev lige NBA ter leta 2008 v Košarkarski hram slavnih.
Za ameriško reprezentanco je nastopil na Poletnih olimpijskih igrah 1996 v Atlanti, kjer je z reprezentanco imenovano tudi »Dream team« (slovensko: Sanjsko moštvo) osvojil naslov olimpijskih prvakov.